# 내력벽
내력벽(耐力壁, bearing wall)은 하중을 지탱하여 구조물 기초로 전달하는 벽을 말한다. 아파트 등 대형 건물에서 많이 쓰이는 내력벽은, 주로 콘크리트나 블록으로 만든다.
기둥만으로 지탱하던 하중을 격벽으로만 쓰이던 벽체에도 분담하게 설계하는 공법으로, 고층건물이나 경량골조 건물에서 자체 하중을 줄이고 내부공간을 확보하기 위하여 많이 쓰인다.

## 같이 보기
- 조적조